# Reguengo
Reguengo ist ein Ort und eine ehemalige Gemeinde (Freguesia) im portugiesischen Kreis Portalegre. Die Gemeinde hatte 634 Einwohner (Stand 30. Juni 2011).
Am 29. September 2013 wurden die Gemeinden Reguengo und São Julião zur neuen Gemeinde União das Freguesias de Reguengo e São Julião zusammengeschlossen. Reguengo ist Sitz dieser neu gebildeten Gemeinde.